# 롤란트 린츠
롤란트 군터 린츠(독일어: Roland Gunther Linz, 1981년 8월 9일, 슈타이어마르크 주 레오벤 ~)는 오스트리아의 전직 프로 축구 선수로, 현역 시절 공격수로 활약했다.
그는 오랜 기간 현역 선수로 활약하며 주로 아우스트리아 빈에서 활약했고, 오스트리아 분데스리가 3회 우승을 포함해 주요 대회를 5번 우승했다. 그는 프랑스, 포르투갈, 튀르키예, 그리고 타이 리그에서도 활약했다.
린츠는 오스트리아 국가대표팀 경기에 39번 출전했고, 유로 2008에 참가했다.

## 클럽 경력

### 초기 경력과 독일 무대
린츠는 슈타이어마르크 주의 레오벤 출신으로 레오벤의 유소년 구단에서 축구를 시작했다. 15세가 되었을 때, 그는 독일로 떠나 바이에른 연고의 1860 뮌헨 유소년부를 졸업했다.
2년 후, 린츠는 오스트리아로 복귀해 고향의 레오벤 1군 선수단에 들었다. 이후 2년 동안, 그는 총 53번의 경기에 출전해 27골을 기록했고, 2부 리그에서 좋은 활약을 펼쳐, 국내 대규모 구단의 제의를 받았고, 결국 아우스트리아 빈과 계약했다.
린츠는 2002-03 시즌에 분데스리가와 ÖFB-컵을 동시에 석권하며 성공적인 시즌을 마무리했다. 1년 후, 그는 수도 남부 위성도시를 연고로 하는 아드미라 바커로 임대되었다.

### 해외 무대 재도전과 복귀
린츠는 2004년에 다시 오스트리아를 떠나 리그 1의 니스에 임대로 합류했다. 그러나, 그는 입지를 다지지 못하고 6개월 만에 국내로 복귀해 시즌 말까지 슈투름 그라츠에서 보냈다.
린츠는 2005-06 시즌에 아우스트리아 빈으로 복귀해 2관왕을 달성했고, 그도 리그 득점왕에 오르는 맹활약을 펼쳤다. 이 시기를 계기로, 그는 오스트리아 국가대표팀에서도 물이 올라 2-3으로 패한 폴란드와의 2006년 월드컵 예선전에서 2골을 넣었지만, 2-3으로 석패하기도 했다.

### 포르투갈 무대와 말년
소속 구단과 국가대표팀에서 선전하던 린츠는 많은 구단의 관심을 끌어들였고, 그는 결국 2006년 여름에 보아비스타와 3년 계약을 체결했다. 그는 1년차를 프리메이라리가 10골로 마쳤고, 이후 브라가에 입단했다.
2007-08 시즌, 린츠는 UEFA컵에서 5골을 넣었지만, 베르더 브레멘에 막혀 중도 하차했고, 리그에서 11골을 기록해 노장 골잡이 주앙 토마스를 후보 선수로 민 와중에, 브라가는 [[프리메이라리가 2007-08|리그를 7위로 마쳤고, 또다시 UEFA컵에 진출했는데, 이 과정에서 인터토토컵을 거치면서 진출했다.
2008년 9월, 레이숑이스와의 원정 경기에서 0-2로 밀린 상황에 조르즈 제수스 감독으로부터 교체되어 나가면서 린츠는 브라가 선수단에서 입지를 잃었다. 2009년 1월 30일, 그는 6월에 임대 기간이 만료될 때까지 그라스호퍼에서 활약했다. 그는 정식 입단 첫해에 취리히와의 더비 경기에서 득점도 신고했지만, 2장의 경고를 받고 전반전에만 39분과 41분에 2골을 맞은 퇴장당했다.
린츠는 2009년 여름에 가지안테프스포르와 3년 계약을 맺고, 브라가 동료 조르지뉴와 함께 이적했다. 그러나, 2010년 1월, 그는 자국 무대로 복귀해 4-3으로 이긴 카펜베르커와의 안방 복귀전 경기에서 득점에 성공했고, "분데스리가 올해의 선수단"에 이름을 올렸다.
2013년, 린츠는 타이 리그 1의 무앙통 유나이티드에 입단하면서 다시 다른 무대를 밟았다. 그는 3월 30일에 이적 후 첫 골을 기록했는데, 송클라 유나이티드와의 경기는 3-0 승리로 끝났다.

## 국가대표팀 경력
린츠는 2002년 3월 27일, 그라츠에서 2-0으로 이긴 슬로바키아와의 친선경기에서 오스트리아 국가대표팀 첫 경기를 치렀다. 그는 2007년 9월까지 주전으로 활약했는데, 프리드리히 슈티클러 오스트리아 축구 협회 회장에 공개적으로 비난해 이후 18개월 동안 국가대표팀에서 퇴출되게 되었다.
린츠는 안방에서 열린 유로 2008이 열릴 때 국가대표팀에 복귀해 조별 리그 1차전과 2차전 경기에 출전했지만, 무득점으로 취임했고, 조별 리그를 통과하지 못했다.

## 클럽 경력

### 클럽
| 구단              | 시즌      | 리그                  | 리그 | 리그 | 컵   | 컵 | 리그컵 | 리그컵 | 대륙 | 대륙 | 합계 | 합계 |
| 구단              | 시즌      | 리그명                | 출장 | 골   | 출장 | 골 | 출장   | 골     | 출장 | 골   | 출장 | 골   |
| ----------------- | --------- | --------------------- | ---- | ---- | ---- | -- | ------ | ------ | ---- | ---- | ---- | ---- |
| 레오벤            | 1999–2000 | 오스트리아 1리그      | 0    | 0    | 2    | 0  | —      | —      | —    | —    | 2    | 0    |
| 레오벤            | 2000–01   | 오스트리아 1리그      | 12   | 3    | 1    | 0  | —      | —      | —    | —    | 13   | 3    |
| 레오벤            | 합계      | 합계                  | 12   | 3    | 3    | 0  | 0      | 0      | 0    | 0    | 15   | 3    |
| 아우스트리아 빈   | 2001–02   | 오스트리아 분데스리가 | 29   | 8    | 3    | 3  | —      | —      | —    | —    | 32   | 11   |
| 아우스트리아 빈   | 2002–03   | 오스트리아 분데스리가 | 21   | 3    | 3    | 0  | —      | —      | 1    | 0    | 25   | 3    |
| 아우스트리아 빈   | 합계      | 합계                  | 50   | 11   | 6    | 3  | 0      | 0      | 1    | 0    | 57   | 14   |
| 아드미라 바커     | 2003–04   | 오스트리아 분데스리가 | 31   | 15   | 3    | 3  | —      | —      | —    | —    | 34   | 18   |
| 니스              | 2004–05   | 리그 1                | 15   | 0    | 0    | 0  | 1      | 0      | 1    | 0    | 17   | 0    |
| 슈투름 그라츠     | 2004–05   | 오스트리아 분데스리가 | 13   | 4    | 0    | 0  | —      | —      | 0    | 0    | 13   | 4    |
| 아우스트리아 빈   | 2005–06   | 오스트리아 분데스리가 | 31   | 15   | 1    | 0  | —      | —      | 4    | 3    | 36   | 18   |
| 보아비스타        | 2006–07   | 프리메이라리가        | 28   | 10   | 4    | 1  | —      | —      | —    | —    | 32   | 11   |
| 보아비스타        | 2007–08   | 프리메이라리가        | 0    | 0    | 0    | 0  | 1      | 0      | —    | —    | 1    | 0    |
| 보아비스타        | 합계      | 합계                  | 28   | 10   | 4    | 1  | 1      | 0      | 0    | 0    | 33   | 11   |
| 브라가            | 2007–08   | 프리메이라리가        | 27   | 11   | 4    | 0  | 0      | 0      | 8    | 5    | 39   | 16   |
| 브라가            | 2008–09   | 프리메이라리가        | 6    | 0    | 3    | 1  | 0      | 0      | 6    | 3    | 15   | 4    |
| 브라가            | 합계      | 합계                  | 33   | 11   | 7    | 1  | 0      | 0      | 14   | 8    | 54   | 20   |
| 그라스호퍼 (임대) | 2008–09   | 스위스 슈퍼리그       | 16   | 7    | 1    | 0  | —      | —      | —    | —    | 17   | 7    |
| 가지안테프스포르  | 2009–10   | 쉬페르리그            | 5    | 0    | 0    | 0  | —      | —      | —    | —    | 5    | 0    |
| 아우스트리아 빈   | 2009–10   | 오스트리아 분데스리가 | 15   | 6    | 1    | 0  | —      | —      | —    | —    | 16   | 6    |
| 아우스트리아 빈   | 2010–11   | 오스트리아 분데스리가 | 36   | 21   | 4    | 2  | —      | —      | 6    | 3    | 46   | 26   |
| 아우스트리아 빈   | 2011–12   | 오스트리아 분데스리가 | 28   | 12   | 3    | 2  | —      | —      | 10   | 2    | 41   | 16   |
| 아우스트리아 빈   | 2012–13   | 오스트리아 분데스리가 | 7    | 1    | 2    | 2  | —      | —      | —    | —    | 9    | 3    |
| 아우스트리아 빈   | 합계      | 합계                  | 86   | 40   | 10   | 6  | 0      | 0      | 16   | 5    | 112  | 51   |
| 무앙통 유나이티드 | 2013      | 타이 리그 1           | 4    | 1    | 0    | 0  | —      | —      | 6    | 0    | 10   | 1    |
| 벨레넨스스        | 2013–14   | 프리메이라리가        | 3    | 0    | 0    | 0  | 2      | 0      | —    | —    | 5    | 0    |
| 경력 합계         | 경력 합계 | 경력 합계             | 327  | 117  | 35   | 14 | 4      | 0      | 41   | 16   | 407  | 147  |

1. ↑  유로파리그, 인터토토컵, 및 아시아 챔피언스리그 출전 기록

## 수상
아우스트리아 빈
- 오스트리아 분데스리가: 2002–03, 2005–06, 2012–13
- ÖFB 컵: 2002–03, 2005–06

브라가
- UEFA 인터토토컵: 2008

개인
- 오스트리아 분데스리가 득점왕: 2005–06, 2010–11[17][18]